# Estación Unidad Deportiva (Guadalajara)
Unidad Deportiva es la décimo-tercera estación de la Línea 1 del Tren Ligero de Guadalajara en sentido norte a sur, y la octava en sentido opuesto; está ubicada sobre Av. Cristobal Colón a nivel de calle (superficial) y a unos metros del costado sur de la Calzada Lázaro Cárdenas Del Río.
Su nombre alude a la unidad deportiva frente a la estación en el costado oriente de Av. Colón; fundada en 1964 por Adolfo López Mateos - presidente de México en el sexenio 1958-1964, y en honor al que dicha unidad deportiva lleva nombre. La unidad deportiva López Mateos fue sede para competencias de los Juegos Panamericanos de 2011.
El logo de la estación representa un deportista indígena precolombino en el Juego de Pelota. Esta estación presta servicio a las colonias Del Sur, Colón y Colón Industrial.

## Puntos de interés
- Unidad Deportiva Adolfo López Mateos
- Centro Comercial Plaza San Luis
- Centro Comercial Plaza las Torres
- Centro Comercial Plaza 8 de Julio
- Clínica 46 del IMSS
- Parroquia de Nuestra Señora de Fátima

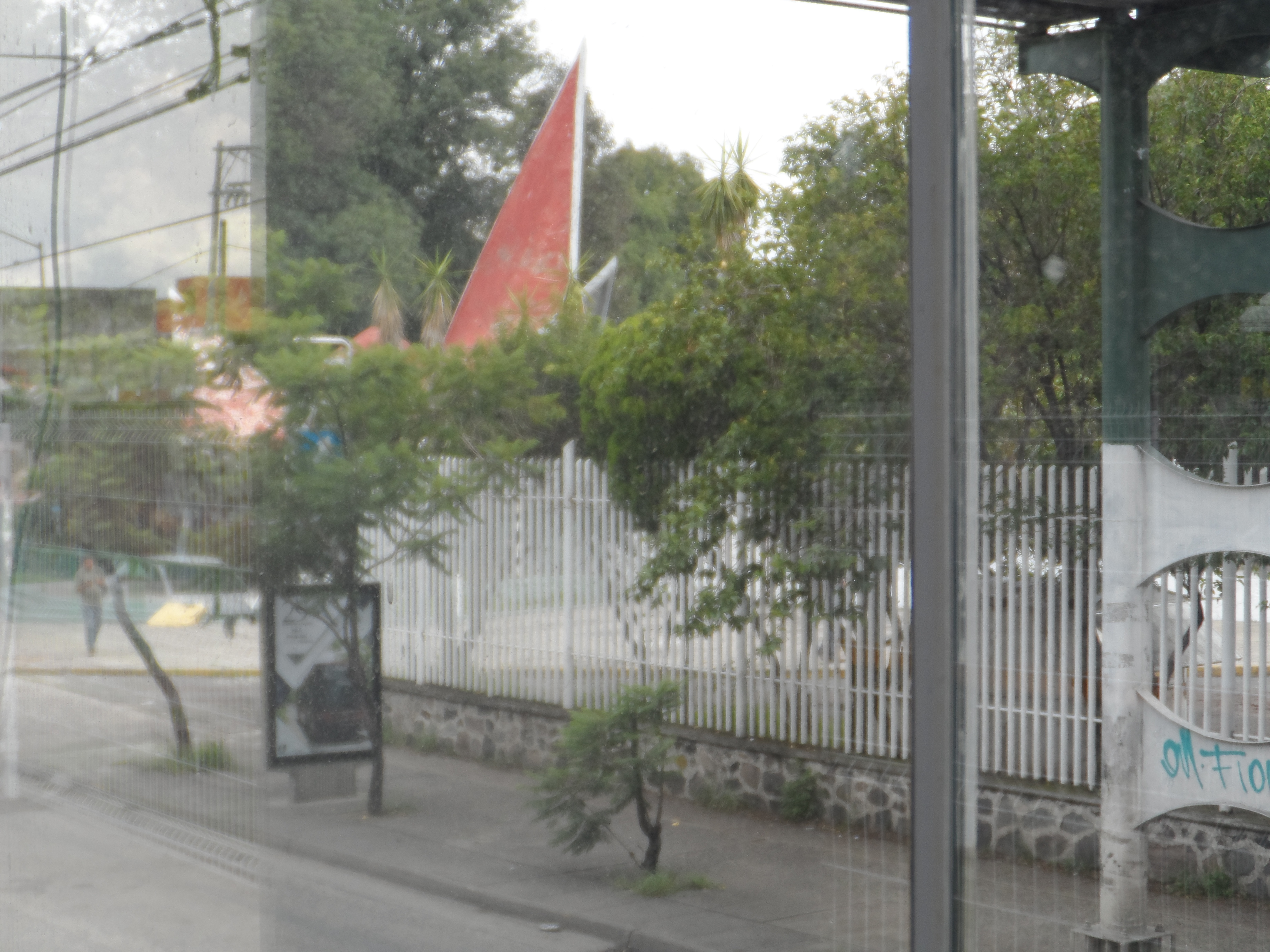
Entrada a la Unidad Deportiva Adolfo López Mateos, vista desde la estación homónima.

- Jardín Tomás Fregoso

- Datos: Q6156077